# VICE VERSA
『VICE VERSA』（タイ語: Vice Versa รักสลับโลก、バイス・バーサ）は、2022年に放映されたタイのテレビドラマシリーズで、ジッティレインによる同名の小説を原作としており、タウィナン・アヌクンプラサート（シー）とジッポン・ポティウィホック（ジミー）が主演した。
ナッタポン・モンコルサワットが監督し、GMMTVが制作したこのシリーズは、2021年12月1日にGMMTVが開催した「GMMTV 2022 Borderless」のイベントにて紹介された2022年放送予定の22の作品の1つである。タイではGMM25にて2022年7月16日 土曜日の20:30（ICT）から放送され、日本ではTELASAにて2022年7月31日 日曜日の0:00から配信された。

## キャスト

### 主演
- タレー/テス：タウィナン・アヌクンプラサート（シー）
- プーン/タン：ジッポン・ポティウィホック（ジミー）

### 助演
- テス：パワット・チットサワンディ（オーム）
- タン・パコーン・ウーアンクーン：コーラパット・クッパン（ナノン）
- メーク：タナポン・スクムパンタナーサーン（パース）※EP.8～

テスの友人
- キタ：パヌロー・チャルムキッポーンタウィー（ペッパー）
- ヒューズ：タラトーン・ジャンタラウォーラカーン（ブーム）

タンの友人
- ウー/トゥ：タナブーン・キエットニラン（ウー）
- アップ/ジョムタップ：トライ・ニムタワット（ニオ）

異世界タイ人協会
- プワドル：ララナー・コーントラニン（ジアップ）
- ジュプジェーン（会長）：マニーラ・カムウーアン（エー） - มณีรัตน์ คำอ้วน

その他
- パン：ティパナリー・ウィーラワトノドム（ナムターン）
- テスの母親：ワーサナー・プンポン（アン） - วาสนา พูนผล
- テスの父親：クワンタッ・ナ・タクワトゥン - ขวัญทัศน์ ณ ตะกั่วทุ่ง
- タニン（テスの兄）：チャッチャウィット・テーチャラポン（ビクター）
- タウィーリット・チュラサップ（ペー） - ทวีฤทธิ์ จุลละทรัพย์
- ギョ：カンヤラット・ルングルーン（ピプロイ）
- ジョー／プラモート：タッチャポン・ティティアピチャイ（タンタイ） - ธัชพล ธิติอภิชัย
- ノッパン・ブーンヤイ（オン）- นพพันธ์ บุญใหญ่

### ゲスト

#### EP.1
- 異世界の新婚カップル：ジーラチャポン・シーサング（フォース）
- 異世界の新婚カップル：カシデット・プルークポン（ブック）
- テスの友達：ピシット・ニミサマンジット（フルーク）- พิสิษฐ์ นิมิตสมานจิตต์
- 空港の警備員：ラビポン・プムルーアン（エー）- รวิพล พุ่มเรือง

#### EP.2
- トゥクトゥクのドライバー：スリーヤレート・ヤカレー（プリッキン）
- ソム：パンサ・ウォスビエン（ミルク）
- プレー：パッタラーニット・リンパティッヤーコーン（ラブ）

#### EP.5
- タマグアィジン：タチャコーン・ブンラパヤーナン（ゴッジ）
- サード：アタパン・プーンサワット（ガン）

#### EP.8
- トン・タワン：タワン・ウィホクラット（テイ）

#### EP.9
- Dr.ミックス：サハパー・ウォンラート（ミックス）

#### EP.12
- オー：レオ・ソッセイ
- プワドル：パタラ・エークサーンクン（フォエイ）

## オリジナルサウンドトラック
| タイトル                   | アーティスト                  | 備考  |
| -------------------------- | ----------------------------- | ----- |
| เป็นเธอใช่ไหม (Have I Found) | Sea Tawinan                   | [ 5 ] |
| The Key                    | Jimmy Jitaraphol, Sea Tawinan | [ 6 ] |
| ไม่ชัดเจน (Complicated)      | Indy Thanathat                | [ 7 ] |
| มีเพียงเธอ (By My Side)      | Jimmy Jitaraphol              | [ 8 ] |

## タイでの評価
- 以下の表において青文字は最低の評価を表し、赤文字は最高の評価を表します。

| EP   | タイトル       | 放送時間（ICT） | 放送日        | 平均評価 | 備考    |
| ---- | -------------- | --------------- | ------------- | -------- | ------- |
| 1    | OCEAN BLUE     | 土曜日 20:30    | 2022年7月16日 | 0.239    | [ 9 ]   |
| 2    | FOREST GREEN   | 土曜日 20:30    | 2022年7月23日 | 0.109    | [ 10 ]  |
| 3    | SOFT BLUSH     | 土曜日 20:30    | 2022年7月30日 | 0.098    | [ 11 ]  |
| 4    | DEEP MAGENTA   | 土曜日 20:30    | 2022年8月6日  | 0.068    | [ 12 ]  |
| 5    | WINTER WHITE   | 土曜日 20:30    | 2022年8月13日 | 0.100    | [ 13 ]  |
| 6    | FIRE YELLOW    | 土曜日 20:30    | 2022年8月20日 | 0.107    | [ 14 ]  |
| 7    | SUNSET ORANGE  | 土曜日 20:30    | 2022年8月27日 | 0.120    | [ 15 ]  |
| 8    | CLOUDY GREY    | 土曜日 20:30    | 2022年9月3日  | 0.065    | [ 16 ]  |
| 9    | MIDNIGHT BLACK | 土曜日 20:30    | 2022年9月10日 | 0.035    | [ 17 ]  |
| 10   | PINK           | 土曜日 20:30    | 2022年9月17日 | 0.2      |         |
| 11   | REAL RED       | 土曜日 20:30    | 2022年9月24日 | 0.1      |         |
| 12   | CRYSTAL CLEAR  | 土曜日 20:30    | 2022年10月1日 | 0.1      |         |
| 平均 | 平均           | 平均            | 平均          | 0.112 1  | 0.112 1 |

^1 エピソードごとの平均評価に基づく

## タイ国外での放送・配信
- ベトナムでは、2022年7月16日から毎週土曜日の20:35に、オンラインプラットフォームのTrueIDベトナムにて配信された。 [18]
- 日本では、2022年7月31日から毎週日曜日の0:00に、TELASAにて配信された。[4]